# 20ª Mostra internazionale d'arte cinematografica di Venezia
La 20ª edizione della Mostra internazionale d'arte cinematografica di Venezia si è svolta a Venezia, Italia, dal 24 agosto al 7 settembre del 1959: è la quarta e ultima edizione della Mostra sotto la direzione di Floris Luigi Ammannati.
Il Leone d'oro va ex aequo a due classici del cinema italiano: La grande guerra di Mario Monicelli e Il generale Della Rovere di Roberto Rossellini. Leone d'argento allo svedese Il volto (Ansiktet) di Ingmar Bergman.
Premiato James Stewart per l'intenso ruolo in Anatomia di un omicidio di Otto Preminger: per la stessa interpretazione sarà candidato all'Oscar al miglior attore nel marzo del 1960.

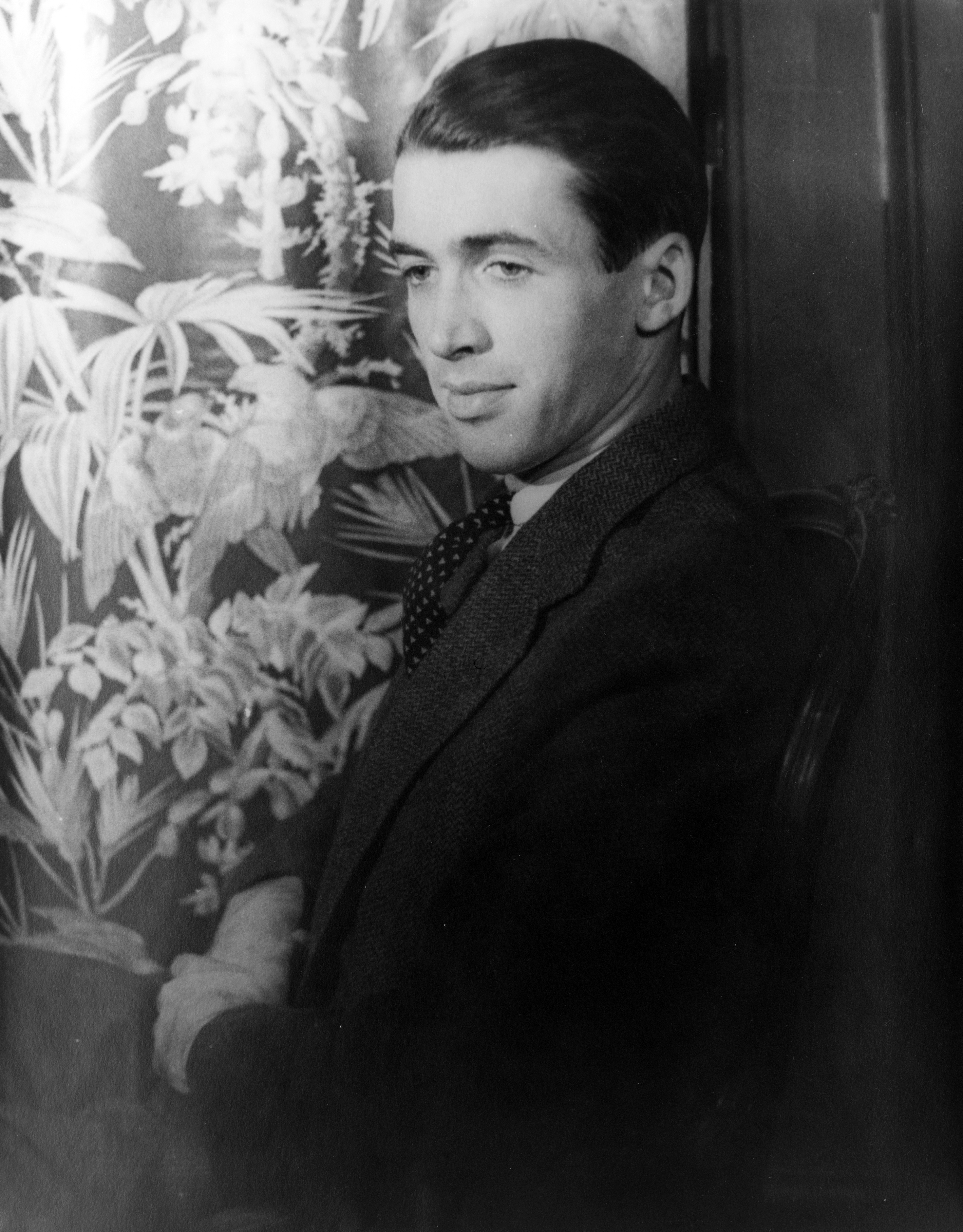
James Stewart, Coppa Volpi al miglior attore 1959

## Giuria e palmares
La giuria era così composta:
Luigi Chiarini (presidente, Italia), Georges Altman (Francia), Sergej Bondarcuk (Unione Sovietica), Ralph Forte (Stati Uniti d'America), Luis Gómez Mesa (Spagna), Ernst Kruger (Repubblica Federale Tedesca), Roger Maxwell (Gran Bretagna), Vinicio Marinucci, Dario Zanelli (Italia).
I principali premi distribuiti furono:
- Leone d'oro: La grande guerra di Mario Monicelli e Il generale Della Rovere di Roberto Rossellini (ex aequo)
- Leone d'argento - Gran premio della giuria: Il volto (Ansiktet) di Ingmar Bergman
- Coppa Volpi al miglior attore: James Stewart per Anatomia di un omicidio (Anatomy of a Murder)
- Coppa Volpi alla miglior attrice: Madeleine Robinson per A doppia mandata (A double tour)

## Sezioni principali

### Film in concorso
- A doppia mandata (À double tour), regia di Claude Chabrol (Francia/Italia)
- A qualcuno piace caldo (Some Like It Hot), regia di Billy Wilder (Stati Uniti d'America)
- Álmatlan évek, regia di Félix Máriássy (Ungheria)
- Anatomia di un omicidio (Anatomy of a Murder), regia di Otto Preminger (Stati Uniti d'America)
- Conflagrazione (Enjô), regia di Kon Ichikawa (Giappone)
- Esterina, regia di Carlo Lizzani (Italia/Francia)
- Il generale Della Rovere, regia di Roberto Rossellini (Italia/Francia)
- Il treno della notte (Pociąg), regia di Jerzy Kawalerowicz (Polonia)
- Il volto (Ansiktet), regia di Ingmar Bergman (Svezia)
- L'avventuriero dei due mondi (Sonatas), regia di Juan Antonio Bardem (Spagna/Messico)
- La grande guerra, regia di Mario Monicelli (Italia/Francia)
- La notte delle spie (La nuit des espions), regia di Robert Hossein (Francia/Italia)
- Stalingrado (Hunde, wollt ihr ewig leben), regia di Frank Wisbar (Germania Ovest)
- The Boy and the Bridge, regia di Kevin McClory (Regno Unito)
- V tvoikh rukakh zhizn, regia di Nikolai Rozantsev (Unione Sovietica)